# Жеррі-Крістіан Тчуйсе
Жеррі-Крістіан Тчуйсе (фр. Jerry-Christian Tchuissé; нар. 13 січня 1975, Дуала, Камерун) — камерунський та російський футболіст, виступав на позиції захисника. Виступав за національну збірну Камеруну.

## Клубна кар'єра
Футбольну кар'єру розпочав у камерунському «Леопардс» (Дуала). Згодом перейшов до «Бунгунчи», також з Дуали.
Після невдалих спроб вступити до вузу в Краснодарі, Жеррі-Крістіана помітив тренер аматорського клубу «Нефтянник» з сусіднього Гарячого Ключа, коли грав з друзями у футбол. Менш ніж через півроку, завдяки вражаючим виступами за команду з Краснодарського краю в товариських матчах, принесли йому перший професіональний контракт і перехід до представника російського Вищого дивізіону «Чорноморець» (Новоросійськ).
Під час перебування в Новоросійську отримав травму, яка загрожувала кар'єрі, після невдалого відбору у виконанні Валерія Кечинова. Загалом за новоросійський клуб зіграв 39 матчів та потрапив на очі скаутам московського «Спартака».
У складі «Спартака» двічі вигравав чемпіонат Росії. У сезоні 2002/03 років провів 2 поєдинки в Лізі чемпіонів УЄФА. Однак напружені стосунки з одноклубниками змусили гравця шукати можливості переходу. Тчуйсе пов'язували з можливим переходом у «Ланс» та донецький «Шахтар», але угода так і не відбулася.
Натомість у 2003 році Жеррі повернувся до «Чорноморця». У вище вказаному клубі відіграв один сезон і знову змінив клубні кольори. Цього разу до іншого столичного клубу, ФК «Москва». У першому сезоні двічі відзначався забитими м'ячами, і це були його перші результативні дії за час перебування в Росії. 30 червня 2003 року зіграв за збірну легіонерів чемпіонату Росії.
У 2007 році був гравцем грозненського «Терека», який виступав у Першому дивізіоні Росії та за підсумками сезону з 2-го місця вийшов у Прем'єр-лігу. Однак новий головний тренер грозненського клубу Леонід Назаренко вирішив не продовжувати угоди з гравцем.
У січні 2008 року з'явилася інформація, що Тчуйсе перейшов у «Ростов», який у 2007 році пройшов у зворотному напрямку по відношенню до «Терека» — з Прем'єр-ліги до Першого дивізіону. Однак цей трансфер не відбувся, й Жеррі-Крістіан перейшов до іншого клубу першого дивізіону — подольського «Витязя», де провів сезон 2008 року.

## Кар'єра в збірній
У 2000 році отримав російське громадянство й розглядався як кандидат у збірну Росії. Уболівальники побачили у ньому потенційний аналог нігерійського легіонера збірної Польщі Еммануеля Олісадебе. Спеціально для Тчуйсе навіть було підготовлено футболку з номером 21, яку збиралися йому передати перед матчем «Спартака» та ЦСКА 31 березня 2001 року. Проте він так і не зіграв у її складі жодного матчу. 6 травня 2001 року дебютував у складі збірної Камеруну, куди його також викликали. На його рахунку загалом 4 виступи в команді «Неприручених левів».

## По завершенні кар'єри
Станом на вересень 2010 року проживав із сім'єю у французькому місті Ле-Ман, грав за ветеранів та тренував команду («Ле Ман Газелек» у другій лізі департаменту Сарта), мав бізнес у Камеруні, володіє російським паспортом і не має камерунського. Станом на 2020 рік проживав у Парижі, тренував місцеву молодіжну команду.

## Особисте життя
Тчуйсе — друга дитина в сім'ї, у його батька дві дружини та вісім дітей. Дружина Марі, старший син — Іван-Юрій (народився 2000 року), має ще двох дітей.

## Статистика виступів

### Клубна
| Сезон | Клуб                         | Країна  | Прапорець | Змагання              | Матчі | Голи |
| ----- | ---------------------------- | ------- | --------- | --------------------- | ----- | ---- |
| 1993  | «Бунгунчи» (Дуала)           | Камерун | Камерун   | Перший дивізіон       | ?     | ?    |
| 1994  | «Бунгунчи» (Дуала)           | Камерун | Камерун   | Перший дивізіон       | ?     | ?    |
| 1996  | «Леопардс» (Дуала)           | Камерун | Камерун   | Перший дивізіон       | ?     | ?    |
| 1997  | «Леопардс» (Дуала)           | Камерун | Камерун   | Перший дивізіон       | ?     | ?    |
| 1998  | «Чорноморець» (Новоросійськ) | Росія   | Росія     | Прем'єр-ліга Росії    | 16    | 0    |
| 1999  | «Чорноморець» (Новоросійськ) | Росія   | Росія     | Прем'єр-ліга Росії    | 5     | 0    |
| 2000  | «Чорноморець» (Новоросійськ) | Росія   | Росія     | Прем'єр-ліга Росії    | 18    | 0    |
| 2000  | «Спартак» (Москва)           | Росія   | Росія     | Прем'єр-ліга Росії    | 10    | 0    |
| 2001  | «Спартак» (Москва)           | Росія   | Росія     | Прем'єр-ліга Росії    | 22    | 0    |
| 2002  | «Спартак» (Москва)           | Росія   | Росія     | Прем'єр-ліга Росії    | 12    | 0    |
| 2003  | «Чорноморець» (Новоросійськ) | Росія   | Росія     | Прем'єр-ліга Росії    | 26    | 0    |
| 2004  | «Москва»                     | Росія   | Росія     | Прем'єр-ліга Росії    | 25    | 2    |
| 2005  | «Москва»                     | Росія   | Росія     | Прем'єр-ліга Росії    | 28    | 0    |
| 2006  | «Москва»                     | Росія   | Росія     | Прем'єр-ліга Росії    | 14    | 0    |
| 2007  | «Терек» (Грозний)            | Росія   | Росія     | Перший дивізіон Росії | 38    | 0    |
| 2008  | «Витязь» (Подольськ)         | Росія   | Росія     | Перший дивізіон Росії | 15    | 0    |

## Досягнення
«Спартак»
- Прем'єр-ліга Росії
  -  Чемпіон (2): 2000, 2001
  -  Бронзовий призер (1): 2002

«Терек»
- Перший дивізіон Росії
  -  Срібний призер (2): 2007 (вихід у Прем'єр-ліги)

Особисті
- У списку 33 найкращих футболістів чемпіонату Росії: 2000 — № 2, 2005 — № 3.